# Augustenstraße 53 (München)

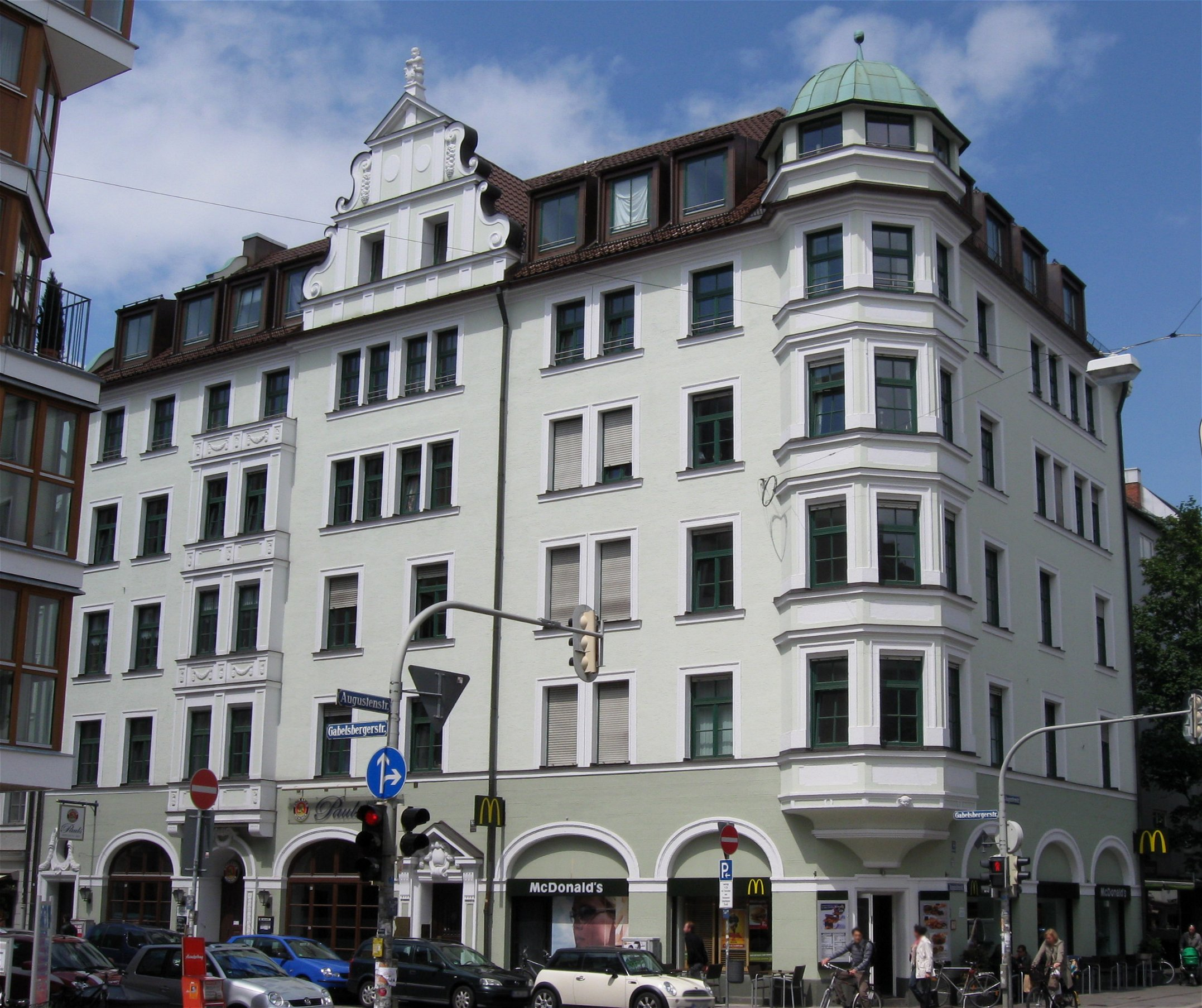
Haus Augustenstraße 53 in München

Das Haus Augustenstraße 53 im Münchner Stadtteil Maxvorstadt ist als geschütztes Baudenkmal klassifiziert. Es steht an der Kreuzung Augusten-/Gabelsbergerstraße.

## Beschreibung
Der Eckbau ist fünfgeschossig mit einem Eckerker in südöstlicher Richtung. Errichtet wurde er 1906/07 im Stil der Neorenaissance von dem Bauunternehmen Heilmann & Littmann. Im Zweiten Weltkrieg wurde das Gebäude beschädigt und nach dem Krieg in vereinfachter Form wieder aufgebaut.
Im Erdgeschoss des Hauses sind Gastronomiebetriebe untergebracht – ein bayerisches Restaurant und eine Filiale einer Fastfood-Kette. Die oberen Etagen werden zu Wohnzwecken genutzt. 